# Marcus Bergmann (Diplomat)
Marcus Bergmann (geboren 1964 in Wels) ist ein österreichischer Diplomat. Seit August 2022 ist er Botschafter der Republik Österreich beim Heiligen Stuhl.

## Leben
Marcus Bergmann studierte Rechtswissenschaft in Linz und Georgetown. Nach Abschluss seines Studiums arbeitete er zunächst am Institut für Staatsrecht und Politische Wissenschaften der Universität Linz und promovierte. 1996 trat er in Dienst des Bundesministerium für europäische und internationale Angelegenheiten ein. 2011 wurde er zum Leiter der Abteilung für interreligiösen Dialog ernannt. Zudem war er stellvertretender Sektionsleiter für Internationale Kulturangelegenheiten und wurde für diese Tätigkeit in den Botschafterrang erhoben. Marcus Bergmann wurde zudem in Washington D.C. und Genf eingesetzt.
2022 trat er die Nachfolge von Franziska Honsowitz-Friessnigg als Botschafter beim Heiligen Stuhl an. Zugleich ist er Botschafter in San Marino und beim Malteserorden.